# Noel Sharkey
Noel Sharkey é um cientista da computação britânico e professor de Robótica e Inteligência Artificial na Universidade de Shefffiel, Inglaterra.
Pesquisa a interação entre robôs e humanos e estuda como construir máquinas inspiradas na biologia humana. Além de dedica à universidade, apresenta o programa Bright Sparks, sobre desafios da ciência e participa das séries Robot Wars e Techno Games, competições entre robôs transmitidas pela BBC.
| “ | Não, eu não acho (que a vitória de Deep Blue contra Garry Kasparov seja uma prova de inteligência dos supercomputadores enxadristas). O problema com jogar xadrez foi um dos primeiros a ser encarado nos primórdios da inteligência artificial nos anos 50. O que mudou com o Deep Blue foi a tecnologia. A IBM usou maciça computação em paralelo para criar um programa de busca na memória realmente rápido. Isso significa que o Deep Blue podia efetuar buscas em um nível mais profundo que o do cérebro humano. Foi uma grande conquista da engenharia e um marco na história da inteligência artificial. Mas o feito do Deep Blue não foi uma demonstração de inteligência no mesmo sentido humano da inteligência. O que torna o xadrez tão simbólico é o fato de os humanos possuírem pouca capacidade de armazenamento rápido e de recuperação de memória em comparação com os computadores. Quando se usa um mecanismo de busca incrivelmente rápido com acesso ilimitado à memória, isso não é inteligência. Uma boa analogia é a comparar a britadeira com a força humana. Não dizemos que uma britadeira é mais forte que um ser humano. Ela simplesmente multiplica nossa força física através do uso de vantagens mecânicas e de um motor potente. | ” |